# Tabanus tokaraensis
Tabanus tokaraensis är en tvåvingeart som beskrevs av Hayakawa och Suzuki 1984. Tabanus tokaraensis ingår i släktet Tabanus och familjen bromsar. Inga underarter finns listade i Catalogue of Life.